# Fjerdingby
Fjerdingby är centralorten i Rælingens kommun i Akershus fylke i sydöstra Norge. Orten, som utgör en del av tätorten Oslo, ligger där fylkesväg 120 möter fylkesväg 1529. Här finns Rælingens kyrka.